# Сан-Мигел-ду-Арагуая (микрорегион)

Сан-Мигел-ду-Арагуая на карте.

Сан-Мигел-ду-Арагуая (порт. Microrregião de São Miguel do Araguaia) — микрорегион в Бразилии, входит в штат Гояс. Составная часть мезорегиона Северо-запад штата Гойас. Население составляет 76 701 человек (на 2010 год). Площадь — 24 381,660 км². Плотность населения — 3,15 чел./км².

## Демография
Согласно сведениям, собранным в ходе переписи 2010 г. Национальным институтом географии и статистики (IBGE), население микрорегиона составляет:						
| Полное население                             | Полное население                             | Полное население                             | Полное население                             | 76 701 |
| -------------------------------------------- | -------------------------------------------- | -------------------------------------------- | -------------------------------------------- | ------ |
| в том числе:                                 | Городское население                          | 57 686                                       | Процент городского населения, %              | 75,21  |
|                                              | Сельское население                           | 19 015                                       | Процент сельского населения, %               | 24,79  |
|                                              | Мужское население                            | 39 736                                       | Процент мужского населения, %                | 51,81  |
|                                              | Женское население                            | 36 965                                       | Процент женского населения, %                | 48,19  |
| Плотность населения, чел/км²                 | Плотность населения, чел/км²                 | Плотность населения, чел/км²                 | Плотность населения, чел/км²                 | 3,15   |
| Население микрорегиона в % к населению штата | Население микрорегиона в % к населению штата | Население микрорегиона в % к населению штата | Население микрорегиона в % к населению штата | 1,28   |

## Статистика
- Валовой внутренний продукт на 2003 год составляет 614 594 296,00 реалов (данные: Бразильский институт географии и статистики).
- Валовой внутренний продукт на душу населения на 2003 год составляет 8183,46 реала (данные: Бразильский институт географии и статистики).
- Индекс развития человеческого потенциала на 2000 год составляет 0,715 (данные: Программа развития ООН).

## Состав микрорегиона
В составе микрорегиона включены следующие муниципалитеты:
1. Кришас
2. Мозарландия
3. Мунду-Нову
4. Нова-Кришас
5. Нову-Планалту
6. Сан-Мигел-ду-Арагуая
7. Уйрапуру